# Comté de Kingaroy
Le comté de Kingaroy était une zone d'administration locale dans le sud-est du Queensland en Australie située sur la Bunya Highway.
Il a fusionné en mars 2008 avec les comtés de Nanango, Murgon et Wondai pour former le conseil de la région de Burnett Sud (South Burnett Regional Council).
Le comté comprenait les villes de :
- Kingaroy ;
- Wooroolin ;
- Memerambi.